# Sleepytime Gorilla Museum
Sleepytime Gorilla Museum (soms afgekort tot SGM) is een Amerikaanse avant-garde rockband, opgericht in 1999 in Oakland, Californië.

## Geschiedenis
Na het uiteenvallen van Idiot Flesh richtten Dan Rathbun en Nils Frykdahl samen met Charming Hostess-lid Carla Kihlstedt (Rathbun en Frykdahl maakten ook deel uit van die groep) Sleepytime Gorilla Museum op, met als overige leden Moe! Staiano en David Shamrock. Het publiek bij hun eerste optreden op 22 juni 1999 bestond slechts uit een bananenslak (Ariolimax dolichophallus). De volgende avond trad SGM voor het eerst op voor een menselijk publiek.
Tijdens de opnames van Grand Opening and Closing (2001) verliet drummer David Shamrock de groep en werd vervangen door Frank Grau.
Op zijn beurt verliet Grau de band tijdens de opnames van het volgende album, Of Natural History (2004). Hij werd vervangen door Matthias Bossi. Halverwege de tournee ter promotie van Of Natural History vertrok Moe! Staiano, waarop de nieuwe percussionist Michael Mellender toetrad tot Sleepytime Gorilla Museum. In januari 2006 tekende Sleepytime Gorilla Museum bij The End Records, dat hun debuutalbum Grand Opening and Closing opnieuw uitbracht, uitgebreid met drie extra nummers.
Kort daarop werd in mei 2007 het nieuwe album In Glorious Times uitgebracht.

## Etymologie
Volgens de uitgebreide hoestekst van Grand Opening and Closing is de naam "Sleepytime Gorilla Museum" afkomstig van een klein gezelschap dadaïsten, futuristen en andere kunstenaars dat onder die naam een "museum van de toekomst" beheerde. Het museum was "anti-artefact, niet historisch en gesloten".
Het "museum" werd op 22 juni 1916 geopend (precies 83 jaar voor het eerste optreden van de groep). Het tentoongestelde was vuur, dat chaos en verwarring veroorzaakte. De volgende dag werd het museum gesloten (vandaar de naam van het eerste album). De naam zelf is afkomstig van een gedicht, "Of the Future Hides the Past", geschreven door twee leden van het gezelschap, Lala Rolo en Ikk Ygg.

## Optredens
De optredens bevatten soms niet-muzikale onderdelen als poppenspel, quasiwetenschappelijke verhandelingen en optredens van de theatergroep Butoh.
De groep maakt gebruik van zelfgebouwde instrumenten zoals de Viking Rowboat. Dan Rathbun, de maker van de meeste instrumenten, bespeelt naast andere zelfgemaakte instrumenten (hoewel hij meestal een gewone basgitaar gebruikt) de "Piano Log": een bas-instrument dat bestaat uit een meer dan twee meter lange balk, bespannen met pianosnaren. Rathbun bespeelt het met twee stokken: één in de linkerhand als een soort fret, en één in de rechterhand om de snaren aan te slaan.
Violiste Carla Kihlstedt bespeelt een soort zelfgebouwde elektrische gitaar zonder klankkast als percussie-instrument, enigszins vergelijkbaar met de "piano log" van Dan Rathbun.
Het instrumentarium van percussionist Michael Mellender bestaat naast het gebruikelijke slagwerk uit keukenapparatuur, vuilnisbakkendeksels en andere gevonden metalen voorwerpen.

## Muziekstijl
De muziek van Sleepytime Gorilla Museum valt min of meer in te delen bij experimentele rockmuziek, maar valt eigenlijk in geen enkele categorie onder te brengen. Het gebruik van zelfgebouwd instrumentarium doet denken aan de Einstürzende Neubauten. Sommige songs zijn verstild en melodieus, andere klinken als rechtgeaarde deathmetal met grommende zang en luide gitaren, terwijl de grote virtuositeit waarmee de instrumenten worden bespeeld herinneringen oproept aan jazz- of progrock, stromingen waar SGM overigens niet bij behoort.

## Discografie
- Grand Opening and Closing (2001, opnieuw uitgebracht in 2006)
- Live (2003)
- Of Natural History (2004)
- The Face (2005) DVD, met Shinichi Momo Koga
- In Glorious Times (2007)
- Of the Last Human Being (2024)

## Bezetting
- Matthias Bossi – drums, glockenspiel, xylofoon, zang
- Nils Frykdahl – gitaar, fluit, zang
- Carla Kihlstedt – viool, percussie gitaar, autoharp, orgel, zang
- Michael Mellender – percussie, verscheidene melodische instrumenten, zang
- Dan Rathbun – basgitaar, piano log, trombone, luit, zang